# Simulium baiensis
Simulium baiensis es una especie de insecto del género Simulium, familia Simuliidae, orden Diptera.
Fue descrita científicamente por Pinto, 1932.